# Jozef Lesňák
Jozef Lesňák (* 17. března 1955) je bývalý slovenský fotbalista, obránce.

## Fotbalová kariéra
V československé lize hrál za Lokomotivu Košice. Gól v lize nedal. Začínal v týmu Motostav Košická Nová Ves.

## Ligová bilance
| Ročník                                   | Zápasy | Góly | Klub              |
| ---------------------------------------- | ------ | ---- | ----------------- |
| 1. československá fotbalová liga 1977/78 | -      | 0    | Lokomotiva Košice |
| CELKEM 1. liga                           | -      | 0    |                   |